# Estadio Mario Alberto Kempes
Estadio Córdoba często nazywany Estadio Olímpico Chateau Carreras – stadion w Chateau Carreras, dzielnicy Córdoby w Argentynie. Nosi imię mistrza świata i króla strzelców z 1978 roku Mario Kempesa.
Stadion zaczął być budowany w 1976 roku jako jeden z obiektów na Mistrzostwa Świata w Piłce Nożnej 1978, natomiast inauguracja odbyła się 16 maja 1978. Obiekt został przebudowany przed Copa America 2011 i może obecnie pomieścić 57 000 kibiców
Większość drużyn piłkarskich w Córdobie ma swoje stadiony, jednak preferują grę na tym obiekcie ze względu na jego rozmiar i komfort, szczególnie gdy grają ważne mecze, na które przychodzi wielu kibiców.
Podczas mundialu 1978 odbyły się na nim cztery mecze w pierwszej rundzie i trzy w drugiej. Podczas Copa América 1987 na obiekcie był rozgrywany m.in. półfinał. 
Obiekt w 2006 i 2007 r. był miejscem kilku odcinków specjalnych podczas Rajdu Argentyny, jednej z rund Rajdowych Mistrzostw Świata.
W 2010 roku odbywały się na nim spotkania Americas Rugby Championship 2010.